# Anekdoten
Gli Anekdoten sono un gruppo musicale rock progressivo svedese

## Storia del gruppo
Il nucleo iniziale del gruppo prende vita nel febbraio 1990 col nome King Edward per iniziativa del chitarrista Nicklas Berg (Barker) e del bassista-cantante Jan Erik Liljestrom. I due reclutano il batterista Peter Nordins, già con Berg in altre esperienze musicali, e iniziano a preparare un repertorio basato sulla riproposizione delle migliori composizioni dei King Crimson, probabilmente l'influenza più significativa nella formazione della propria personalità artistica.
L'attività dei tre si concretizza in un unico concerto assieme ad altre band, tenuto nel maggio del 1991 al Gagnefs Folkets Hus di Djurås durante il festival Djuràsrocken.
Al concerto assiste la violoncellista Anna Sofi Dahlberg che, impressionata dal tipo di musica eseguita, contatta Berg e il 27 agosto dello stesso anno diventa il quarto membro della formazione.
Dopo aver cambiato nome nell'attuale Anekdoten, pubblicano il primo demotape a dicembre con cinque canzoni (Karelia, The Old Man & the Sea, Thoughts in Absence, Darkness Descends e Sad Rain) nel secondo demo, giusto un anno dopo, eseguono Where Solitude Remains, The Longing e Wheel. Le due cassette non vengono vendute, neanche ai concerti, ma usate solo per promozione; in alcune era presente una copertina in bianco e nero.
Nella primavera del 1993 esce l'album di debutto registrato in 100 ore al Largen Studio, il medesimo usato dagli Änglagård per Hybris. Nonostante le buone offerte giunte per un contratto discografico decidono, visto il successo conseguito proprio dai conterranei Anglagard, di fare tutto da soli e fondano la Virta (levy). Vemod è il titolo dell'album di debutto che arriva sul mercato nel settembre successivo in versione cd. II lavoro, nonostante sia autoprodotto, vende negli anni sulle 15 000 copie.
Il biennio 1994/1995 vede gli Anekdoten impegnati in molti concerti a livello internazionale, oltre che nella natia Svezia (Italia, Norvegia; Germania, Stati Uniti - l'apparizione al Progfest di Los Angeles, documentata, sia pure in parte, nel doppio cd del festival, Canada, etc). Intanto trovano il tempo di partecipare a due compilation con gruppi scandinavi: Eleven On a One to Ten, con due brani ma nella versione inclusa anche nell'album Vemod; This is an Orange, cd limitato e numerato in 250 copie, con la cover di Cirkus dei King Crimson. Nonostante la tentazione di andare in tour sia forte i musicisti decidono di concentrarsi su nuove composizioni e tra luglio e novembre 1995 lavorano in studio al secondo capitolo discografico.
A novembre esce anche la documentazione del Progfest 94, versione cd e video su etichetta Musea. Nel 1995 partecipano al Gothenburg Art Rock Festival in Svezia. La loro esibizione viene registrata per essere inclusa nella videocassetta del festival, che non verrà mai pubblicata.
II 1996 prosegue con intensa attività live (Svezia, Norvegia, Finlandia, Germania, Italia, Belgio) e con la pubblicazione di Nucleus, meno legato ai King Crimson e maggiormente oscuro nei temi affrontati, e la ristampa di Vemod in altri supporti. Le vendite sono soddisfacenti, specie per un'opera più difficile della precedente, e superano le 10 000 copie. Nel settembre 1997 arriva un Ep live giapponese seguito dal doppio Official Bootleg - Live in Japan.
La band intraprende un tour da luglio a metà ottobre e si esibisce in qualche data nel giugno-luglio del 1998.
La prima parte del 1999 è dedicata alla registrazione del terzo album che esce in ottobre con il titolo From Within, che può considerarsi l'album della maturità. La band trova una via propria affrontando temi musicali più riflessivi ed ipnotici.
Il sound si fa più maturo e più staccato dalle influenze crimsoniane, le atmosfere sono oblique magnetiche ed ossessive e le accelerazioni, anche le più violente caratterizzate dalle distorsioni della chitarra di Berg, non sfondano mai nel classico heavy metal, ma vanno a situarsi più vicino ad una visione post hardcore che non ai passaggi tipici di un gruppo neosinfonico scandinavo.
Il gruppo inizia sostanzialmente una nuova era pur mantenendo intatte le loro caratteristiche principali.
Brani più rappresentativi di questo album e di questo periodo sono senz'altro Hole, la strumentale The Sun Absolute e i brani From Within e Kiss Of Life.
Appena uscito il nuovo disco, la band intraprende un tour in Europa fino a dicembre, che parte l'8 ottobre dal Palatenda di Mantova.
L'anno 2000 è quasi interamente dedicato all'attività concertistica che si protrae a fasi alterne con non poche pause, fino al giugno 2003, data in cui viene pubblicato il loro quarto album, Gravity.
Il disco più vicino a questo lavoro è senz'altro il precedente From Within ed infatti ne è in un certo senso la prosecuzione.
Non vengono stravolte le sonorità che ormai li hanno resi noti tra i cultori del prog, ma la musica è meno pretenziosa e brutale e la band in questo evita di rendersi schiava di certi cliché.
L'architettura sonora è molto semplificata, i passaggi strumentali più complessi vengono abbandonati o quasi, le sonorità sono ancor più fosche, crepuscolari ed ipnotiche, prettamente nordiche, spesso strazianti o comunque melanconiche ancor più che nel precedente lavoro.
Nella seconda metà del 2003 la band si esibisce in diversi paesi nord europei quali Francia, Belgio, Germania, Polonia, Norvegia e Svezia.
Nel marzo 2004 gli Anekdoten sono presenti all'International Art and Progressive Rock Festival- Baja Prog in Messico e continuano ad esibirsi in tour fino alla fine del mese di novembre dello stesso anno.
Il 25 e il 26 febbraio 2005 la band si esibisce al Kinema Klub di Tokyo per la registrazione del nuovo live intitolato Waking the Dead - Live In Japan 2005 che cattura brani live tratti perlopiù dai due ultimi album studio.
Tra l'aprile e il luglio del 2006 gli Anekdoten si esibiscono in poche occasioni e in autunno sono ancora in sala d'incisione per la registrazione del nuovo lavoro studio uscito il 25 aprile 2007 con il titolo di A Time of Day.
Si tratta di un album con il quale gli Anekdoten proseguono sostanzialmente il discorso intrapreso con il precedente lavoro, con una leggera tendenza a semplificare ancor di più ogni loro brano rendendolo in qualche modo più accessibile mantenendo però intatte le loro caratteristiche principali.
La band si dedica all'attività concertistica dall'aprile al novembre del 2007 in Nord Europa e Giappone e partecipa allo Sweden Rock Festival 2007 a Sölvesborg, Svezia.
Il 2008 prosegue con numerose esibizioni live nelle quali maggior spazio è dato ai brani del nuovo disco ma vengono suonati anche brani tratti dai primi album.
L'11 maggio 2009 è stata pubblicata la compilation dal titolo Chapter che comprenderà brani fin dagli esordi comprese alcune versioni alternative e un inedito.
Nel corso degli anni 2013 e 2014 il gruppo è stato impegnato nella registrazione del  sesto album di studio, uscito infine il 10 aprile 2015 con il titolo Until All the Ghosts Are Gone.

## Formazione

### Formazione attuale
- Nicklas Barker - voce, chitarra
- Jan Erik Liljeström - basso, voce
- Anna Sofi Dahlberg - violoncello, tastiere
- Peter Nordins - batteria

### Ospiti
- Peter Wiberg - pianoforte in Vemod

## Discografia

### Album in studio
- 1993 - Vemod
- 1995 - Nucleus
- 1999 - From Within
- 2003 - Gravity
- 2007 - A Time of Day
- 2015 - Until All the Ghosts Are Gone

### Album dal vivo
- 1997 - Live EP
- 1998 - Official Bootleg - Live in Japan
- 2005 - Waking the Dead - Live in Japan 2005

### Raccolte
- 2009 - Chapters